# Amphelictus aibussu
Amphelictus aibussu är en skalbaggsart som beskrevs av Martins och Monné 2005. Amphelictus aibussu ingår i släktet Amphelictus och familjen långhorningar. Inga underarter finns listade i Catalogue of Life.